# Hutomîr, Liubeșiv
Hutomîr (în ucraineană Хутомир) este un sat în comuna Bîhiv din raionul Liubeșiv, regiunea Volînia, Ucraina.

## Demografie
Componența lingvistică a localității Hutomîr
     Ucraineană (99,47%)
     Alte limbi (0,53%)
Conform recensământului din 2001, majoritatea populației localității Hutomîr era vorbitoare de ucraineană (99,47%), existând în minoritate și vorbitori de alte limbi.